# Nellur
Nellur, także Nellore, Nelluru – miasto w południowych Indiach, w stanie Andhra Pradesh, na Wybrzeżu Koromandelskim, nad rzeką Pennar, w pobliżu jej ujścia do Zatoki Bengalskiej. Około 440 tys. mieszkańców. W mieście rozwinął się przemysł ceramiczny oraz spożywczy.

## Warunki naturalne

### Klimat
| Miesiąc                                 | Sty  | Lut  | Mar  | Kwi  | Maj  | Cze  | Lip  | Sie  | Wrz  | Paź  | Lis  | Gru  | Roczna |
| --------------------------------------- | ---- | ---- | ---- | ---- | ---- | ---- | ---- | ---- | ---- | ---- | ---- | ---- | ------ |
| Rekordy maksymalnej temperatury [°C]    | 36.0 | 38.8 | 41.9 | 44.6 | 47.6 | 47.2 | 41.1 | 39.7 | 40.4 | 39.9 | 37.9 | 34.5 | 47,6   |
| Średnie temperatury w dzień [°C]        | 30.2 | 32.6 | 35.4 | 38.1 | 40.2 | 38.2 | 36.0 | 35.3 | 35.2 | 33.2 | 30.5 | 29.4 | 34,5   |
| Średnie dobowe temperatury [°C]         | 25.6 | 27.3 | 29.7 | 32.3 | 34.3 | 33.3 | 31.6 | 31.0 | 30.8 | 29.3 | 26.8 | 25.5 | 29,8   |
| Średnie temperatury w nocy [°C]         | 20.9 | 22.0 | 24.0 | 26.4 | 28.4 | 28.4 | 27.1 | 26.7 | 26.5 | 25.3 | 23.2 | 21.6 | 25,0   |
| Rekordy minimalnej temperatury [°C]     | 17.1 | 17.1 | 19.7 | 17.8 | 17.9 | 20.0 | 20.7 | 18.0 | 22.2 | 18.9 | 13.0 | 12.0 | 12,0   |
| Źródło: weatherlabs.in {{{accessdate}}} |      |      |      |      |      |      |      |      |      |      |      |      |        |